# Alekseï Korzoukhine
Alexeï Ivanovitch Korzoukhine (en russe : Алексей Иванович Корзухин), né le 23 mars 1835 à Iekaterinbourg, mort le 30 octobre 1894 à Saint-Pétersbourg, est un peintre russe.

## Biographie
En 1858 il commence ses études à l'Académie impériale des beaux-arts de Saint-Pétersbourg. En 1860, il remporte le premier prix pour son tableau Le Père ivre. En 1864, il participe à la fondation de l'artel des artistes, après la Révolte des Quatorze.
Korzoukhine reçoit le grade d'artiste du premier degré pour sa toile  Commémoration dans un cimetière de campagne (1865) et celui d'académicien pour Le Père de retour de la foire. En 1870, il est membre fondateur du groupe artistique des Ambulants.  En 1891, il peint La Cène du Seigneur pour une cathédrale de Riga.
Il doit sans doute sa célébrité à ses nombreux portraits, tous remarquables pour leur subtile profondeur psychologique.

## Galerie

Tableaux
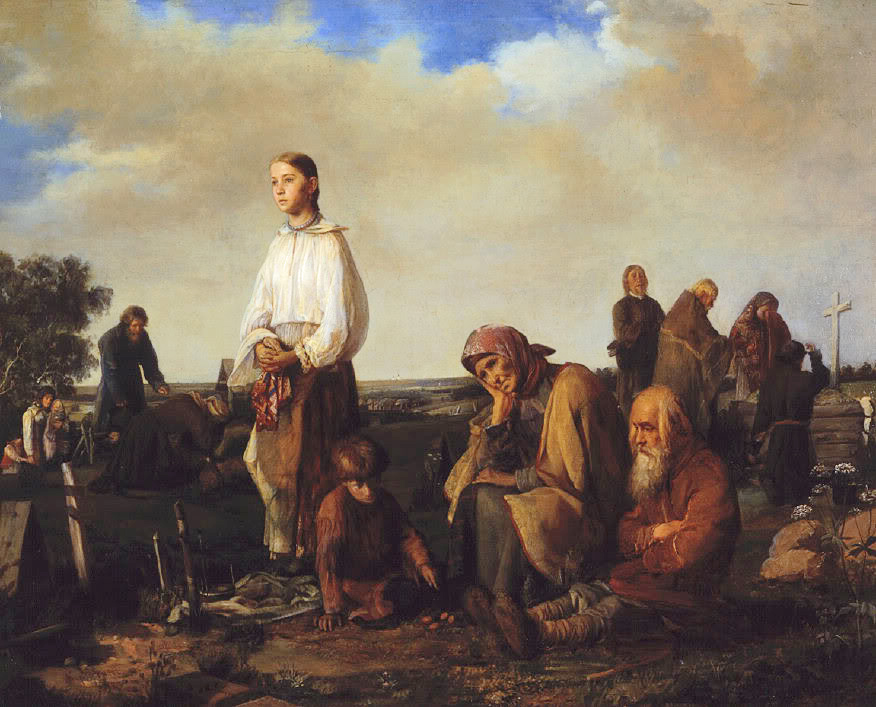
« Un réveil au cimetière du village », (1865) - Musée d'État russe.
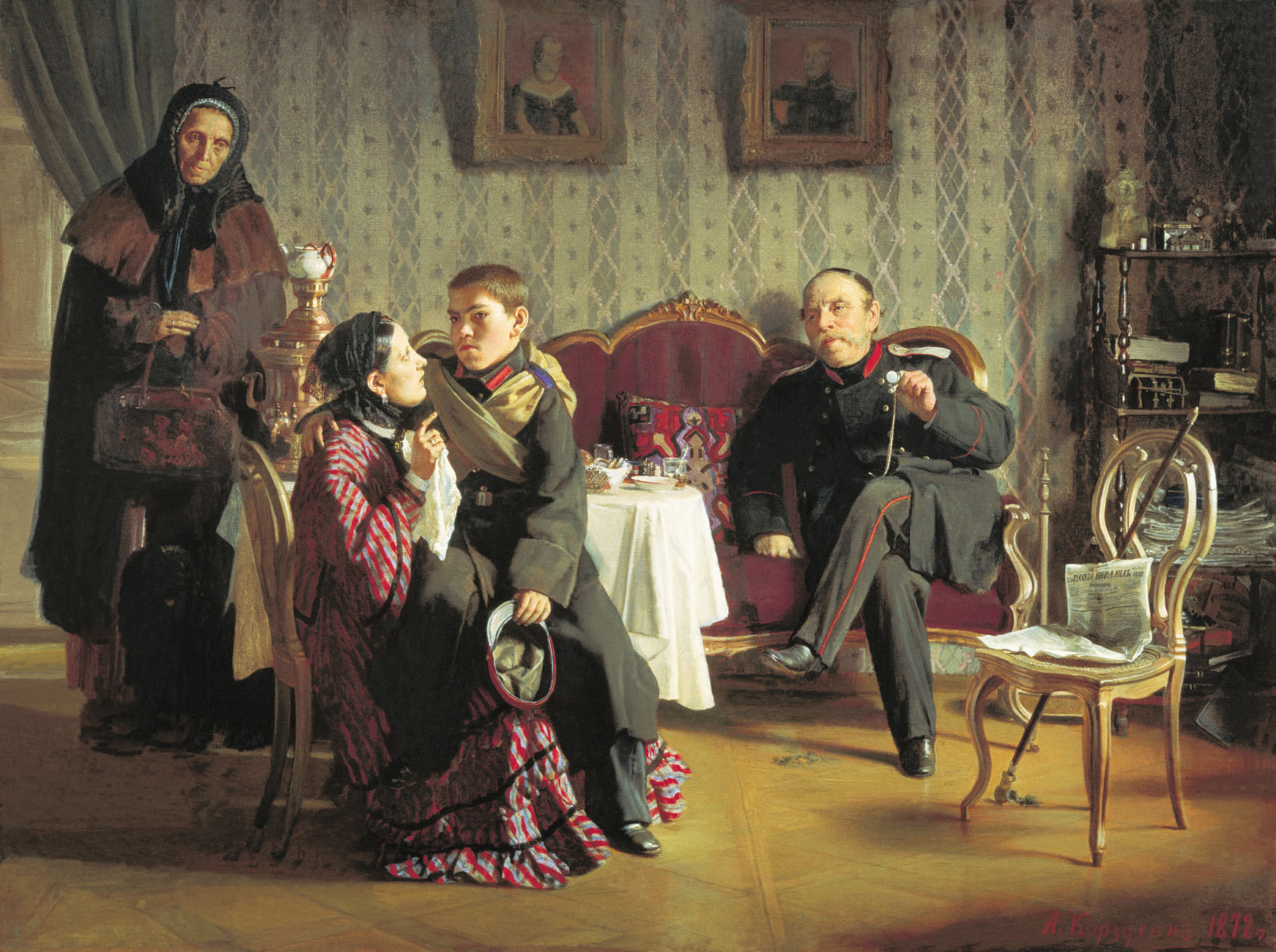
« Séparation », (1872) - Galerie d'État Tretiakov.
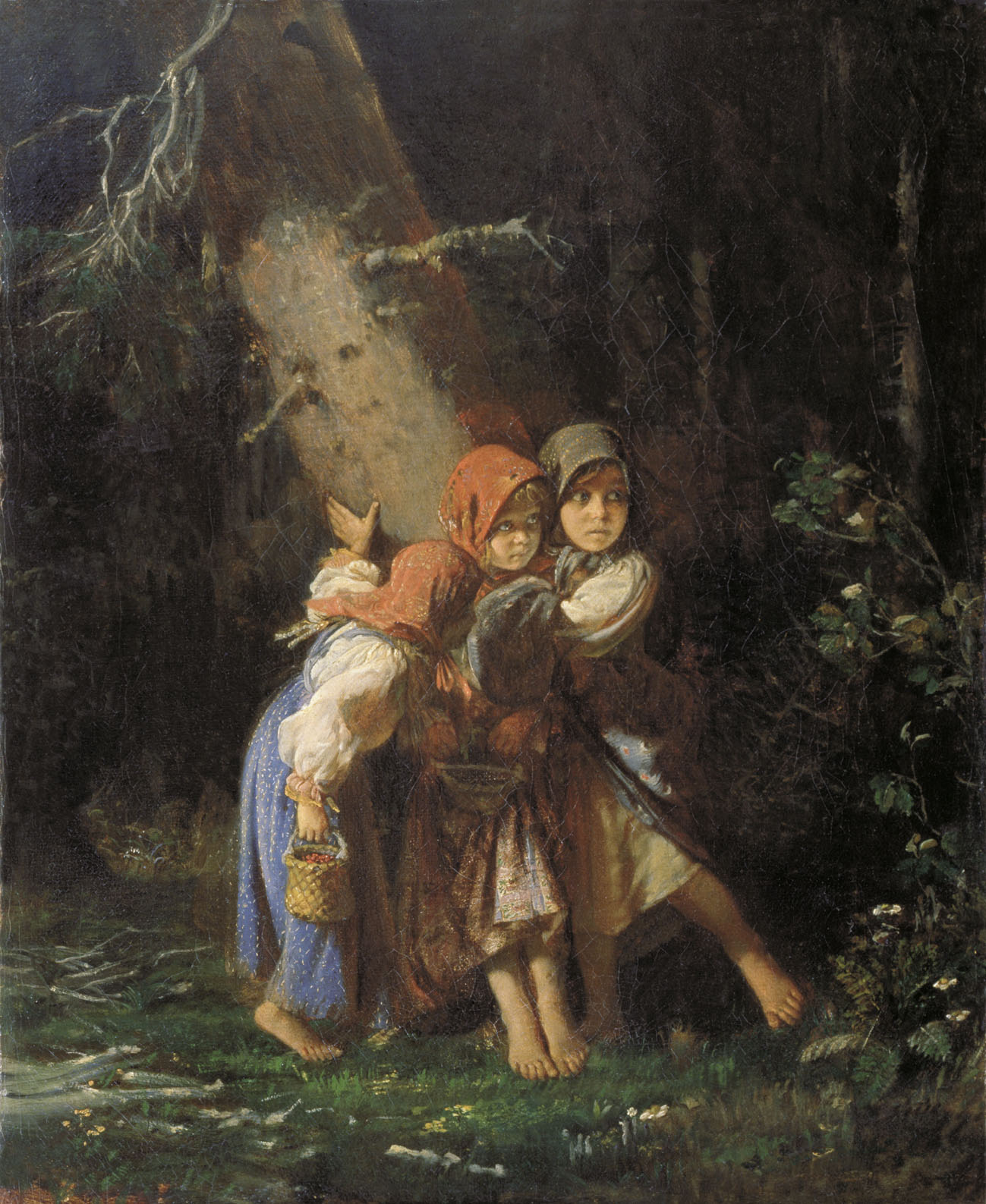
« Paysannes dans la forêt », (1878) - Galerie d'art d’État de Perm.
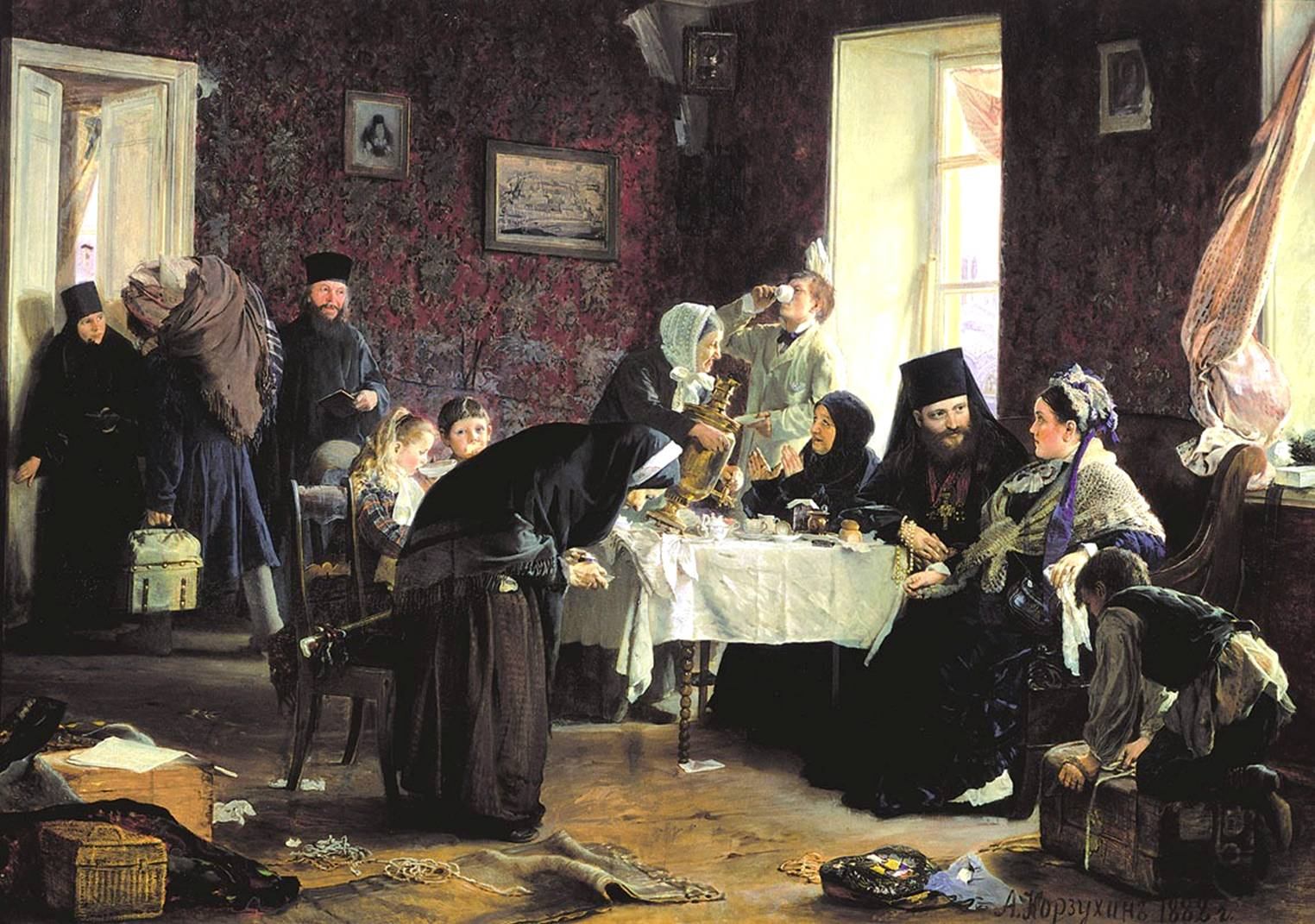
« Dans l'hôtel du monastère », (1882) - Galerie d'État Tretiakov.
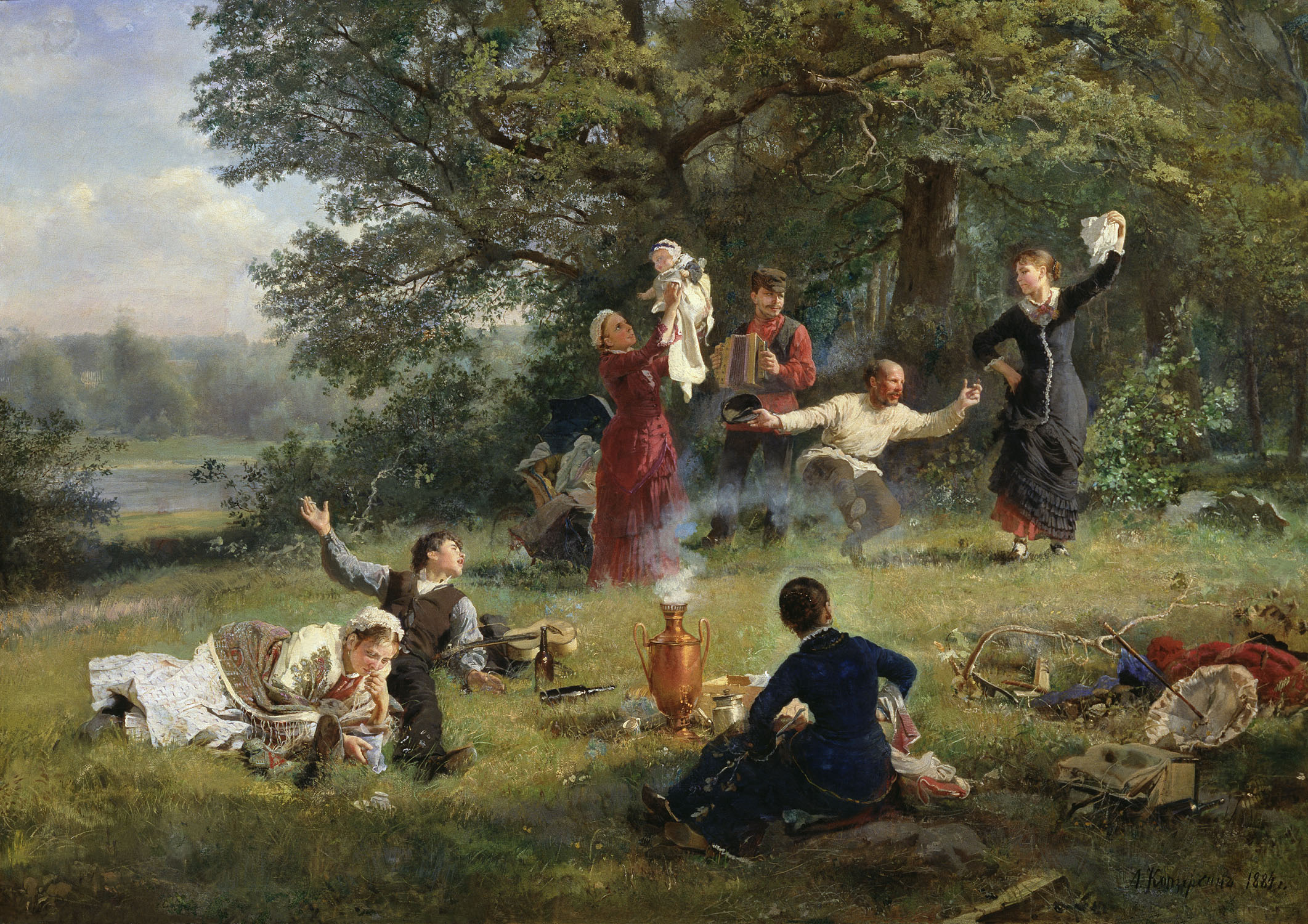
« journée au soleil », (1884) - Musée d'art de Kharkov.
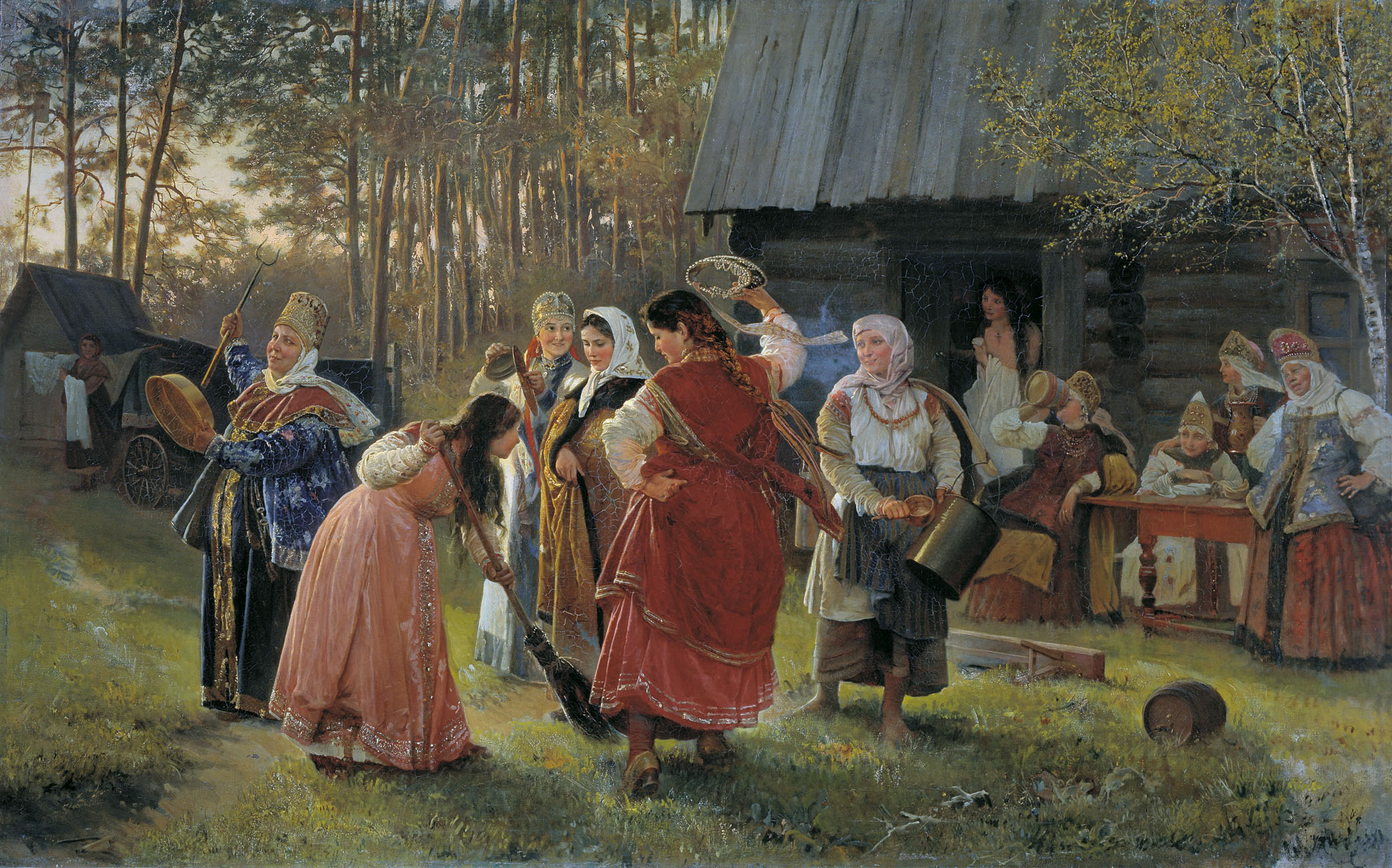
« La nuit des filles », (1889) - Musée d'État russe.
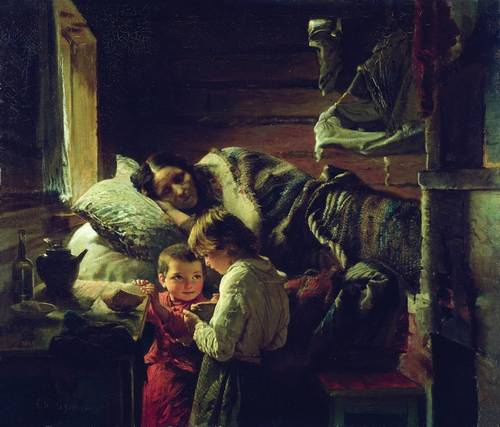
« Par la boîte de pain », (1890) - Musée d'État russe.
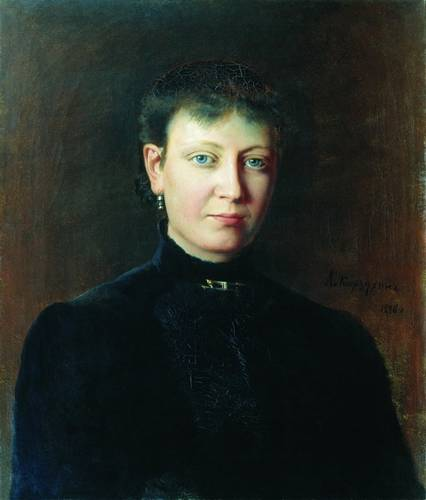
Portrait de femme, (1886) - Musée régional des Beaux-Arts de Rostov.
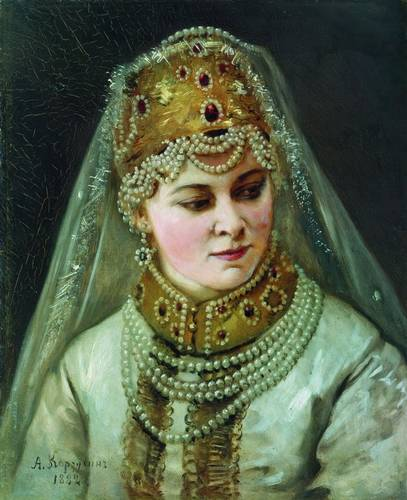
Boyaryshnya, (1882) - Musée des beaux-arts de Tioumen.